# 부지급시
부지급시(중국어: 副地级市, 병음: fùdìjíshì)는 중화인민공화국의 행정 단위이다. 부지급시는 공식적으로는 현급시로 여겨지지만, 보통 현급시에 비해 부지급시 정부 간부들은 중앙 정부로부터 반 단계 정도 높은 권한을 부여받는다(그러나 여전히 지급시보다는 낮은 권한을 가진다).
현급시는 지급시 정부가 관할하는데에 반해 부지급시는 종종 성 정부가 직접 관할한다.
부지급시의 예로는 셴타오 시·첸장 시·톈먼 시(후베이성), 거얼무 시(칭하이성), 만저우리 시(내몽골 자치구), 스허쯔 시·아라얼 시·투무수커 시·우자취 시(신장 위구르 자치구)가 있다.